# Praça da Federação

A Praça da Federação (mais conhecida como Praça do Coreu, referência ao bairro onde está localizada — o Coração Eucarístico) é um logradouro da cidade brasileira de Belo Horizonte, conhecida por seus bares e pelo ambiente estudantil em razão da proximidade com a sede da Pontifícia Universidade Católica de Minas Gerais (daí ser também chamada "Praça da PUC").

## Bares e lazer
Em razão de sua localização a praça reúne grande quantidade de bares e restaurantes, de tal forma que é frequentada por milhares de estudantes diariamente. Esta característica torna a Praça um dos principais atrativos do bairro, cuja urbanização teve início a partir de 1948.
A praça sedia os ensaios do bloco carnavalesco "Toco Cru Pegando Fogo", que reúne os moradores da região noroeste da capital mineira.